# 極道の妻たち 情炎
『極道の妻たち 情炎』（ごくどうのおんなたちじょうえん）は、2005年公開の日本映画。監督は橋本一。主演は高島礼子。通称『極妻（ごくつま）』シリーズの第15作目。高島版としては第5作目。本作では、兵庫県を舞台にヤクザ組織の跡目を巡る傘下の組の対立や、ヤクザの男たちや彼らと身近な女たちの愛憎劇が描かれている。高島は、「極妻」シリーズの前作「極道の妻たち 地獄の道づれ」から4年ぶりの登場となった。また、前作までシリーズ全作品の制作業務を担っていた東映京都撮影所の手を離れ、本作は東映ビデオ子会社のセントラル・アーツが実制作を務めている。本編中には、原作者の家田荘子が主人公の知人役として出演している。
キャッチコピーは、「あんたら、今日こそ息の根止めてくれるでッ！」。

## あらすじ
兵庫のヤクザ組織・菅沼組は現組長（大木実）の体調を考慮して最高幹部会で二代目選出を話合い、幹部たちは若者頭・河本一兆（保坂尚輝）を推薦する。しかし、菅原組傘下の西郷組女組長・波美子（高島礼子）が、現組長を蔑ろにする幹部会の体制批判として反対したことで話合いは保留となる。夫亡き後、組を継いだ波美子は組員一丸となって守ってきた西郷組の跡目を義弟・恭平（山田純大）に譲ることを考えていた。しかし、河本から幹部会の話を聞いた妻・蘭子（未向）は、「波美子は菅沼組二代目を恭平に譲る気や」と敵視し始める。
河本夫妻は二代目を勝ち取るには後ろ盾が必要と感じ、大阪の大組織の坂下組の大物ヤクザ・長嶺昇三（松重豊）に協力を求める。そんな中、波美子の前に「韓国から夫を探しに来た」と言う女性・白英玉（杉本彩）が現れ、見せられた写真には河本が映っていた。波美子は、河本が日本でヤクザになったことを知らない英玉に「会わない方が身のため」と諭すが、数日後、彼女は自力で彼と再会してしまう。英玉は河本がヤクザとなり新しく家庭を持ったことを知り、彼のことを諦めるがしばらく日本に滞在することに。
菅原組組長に組長代行と共に呼び出された波美子は、「恭平に二代目を継がせたい」という思ってもみなかった言葉に感激する。ある夜、恭平が西郷組のシマを見回っていた所、刃物を持った違法薬物中毒者に襲われ、偶然その場にいた英玉に命を救われる。英玉は恭平に片思いする女性・かおり（前田愛）から命の恩人として彼女の自宅で身を寄せ始めるが、波美子は今回の襲撃が夫が殺された手口と同じと気づく。英玉はかおりとお互いに複雑な家庭育ちということですぐに打ち解け、姉妹のように交流を深めていく。
英玉の存在を知った蘭子はその怒りを河本に持ち始めるが、表向きこれまで通りの夫婦関係を装いながら陰で長嶺の情婦となる。後日、高級クラブを開店した蘭子に招かれ、波美子、河本、長嶺、それにホステスとして働き始めた英玉が集まりお互いに複雑な感情が入り乱れる。長嶺から恭平を自分の手で大物のヤクザに育てると言われた波美子は、義弟は菅沼組二代目を継ぐ予定と告げて牽制する。河本に筋を通すことにした恭平は、彼に二代目を継ぐ決心を伝えた後頭を下げて今後の協力を願い出る。
その後、かおりと婚約した恭平は河本に付き添われ菅沼組の本宅に訪れ、組長に跡目継承と婚約を告げると大切な守り刀を譲り受ける。しかし、その帰り正体不明の3人組に恭平が襲撃されるが河本は助けようとせず、恭平は重傷を負い彼をかばってかおりが死んでしまう。波美子と英玉がかおりの死にショックを受けた後、襲撃は河本・長嶺・蘭子が仕組んだものと知って激しい憤りを覚える。その後、亡くなった菅沼組長の葬儀に河本たちが集まる中、英玉と共に守り刀を手にした波美子が現れ復讐の夜叉と化す。

## キャスト
西郷波美子（なみこ）
演 - 高島礼子
西郷組の女組長。生前の龍二と共に菅沼組組長を慕い、現在も時々本宅まで見舞いに行くなどしている。気配りができるが組長にしてはやや繊細な性格。3年前に菅沼組は抗争相手だった坂下組と和解したが、それ以来菅沼組幹部会が坂下組の顔色をうかがうような体質になったことを不満に思っている。元は北新地の人気ホステス。夫亡き後ようやく組が盛り返し、恭平に組を任すつもりでいた所、義弟が菅沼組跡目争いに巻き込まれる。

### 波美子の味方となる主な人たち
白英玉（はくえいぎょく）
演 - 杉本彩
河本が韓国に置いてきた妻。ただし日本人で、過去にアジアで死にかけていた所を河本に命を助けられ、彼と結婚した後韓国名を名乗ってきた。その後ある事件を起こした河本の身代わりとなって5年間服役したが、その間に日本に行ったまま帰らなくなったため出所後彼を探しに来日する。作中ではいつも全身黒い男ぽい服装を着ている。背中に虎の刺青を入れている。銃剣の扱いに長けている。
西郷恭平
演 - 山田純大
龍二の実弟。25歳。西郷組若頭で西郷興業を営む。3年前はまだ学生だったが3年前の死と波美子が組長になったのをきっかけにヤクザとなった。波美子を慕っており、仮に彼女が極道を辞める時は自身も足を洗うという考えを持っている。男気はあるがまだ年が若くヤクザ歴が浅いため、菅沼組幹部たちから二代目襲名に反対される。兄・龍二共々酒は苦手で飲めず、最近「周りから色々な仕草が兄に似てきたと言われる」とのこと。
かおり
演 - 前田愛
恭平に片思いする若い女性で、普段は診療所の看護師として働いている。父親が西郷興行の幹部なため、組員たちとも顔なじみ。料理上手で時々組事務所に手作り弁当を差し入れるなどしている。波美子から見合いの話を持ちかけられている。恭平に好意を寄せているが、照れ隠しなのか表向き“兄のような存在”と誤魔化している。普段は朗らかで控え目な性格だが心の中では大事な人達を守りたいという芯の強さも持っている。

### 波美子と敵対する主な人たち
河本一兆（かわもといっちょう）
演 - 保坂尚輝
菅沼組若者頭。済州島出身の韓国人。実業家で台湾香港などでもビジネス活動をしている。年齢は若いが、菅沼組の一回り以上年上の幹部たちから会社の経営手腕や度胸を買われ、組の将来を嘱望される。空港近くの広大な土地を利用して大きな仕事をしようと考え、長嶺に協力を求める。仕事中は相手にすきを与えない表情をしているが、子供たちの前では優しい良き父親として接している。浮気者かは不明だが、英玉と蘭子に対してそれぞれに愛している素振りを見せる。
河本蘭子
演 - 未向（みさき）
日本に住む河本の現在の妻。小学低学年ぐらいの息子・娘(2人とも前夫との子)がいる。父親からは「できの悪い娘」と評されている。気が強くしたたかな性格で泣き落としなどの女の武器を使って、自分の利益を遂げるため本心を隠しながら河本と長嶺の間で揺れ動く。過去に北新地でホステスをしており、その高級クラブを作中で長嶺に買取ってもらい店のママとなる。
長嶺昇三
演 - 松重豊
大阪府の組織である坂下組の若頭でNo.2の存在。3年前に坂下組は菅沼組と和解している。空港近辺の土地開発をしようとする河本に協力することで菅沼組に恩を売り、坂下組での自身の立場を上げることを目論む。ホステス時代からの蘭子のファンで、自身が買った店でクラブのママになるよう誘う。蘭子から「将来関西の極道の世界で頂上に立つ人」と評されている。河本に「菅沼組の二代目になったら坂下組と兄弟盃を交わす」と告げた後、彼を利用して坂下組組長にのし上がろうとする。

### 西郷組関係者
かおりの父
演 - 六平直政
西郷興行の幹部。恭平と行動を共にし西郷組のシマの見回りなどしている。ベテランヤクザにしては親しみやすい人柄で明るい性格。かおりを溺愛しており、娘の結婚にはまだ否定的。
かおりの母
演 - 深浦加奈子
西郷興行の事務員。事務所で事務作業や来客の応対などをしている。波美子の紹介で一流大卒のエリートサラリーマンとのかおりの縁談が上手くいくことを期待している。
役名不明
演 - 榊英雄
西郷組中堅組員。以前は妻が作った愛妻弁当を仕事場に持ってきていたが、妊娠してつわりがひどいらしく弁当がなくなったことを嘆く。跡目を継ぐことを決めた恭平が、菅沼組組長の本宅に行く時に同行する。
西郷龍二
演 - 菊池隆則
菅沼組前若頭。西郷組先代組長で波美子の夫。故人。生きていたら菅沼組2代目組長になる素質のあった人物。生前恭平の親代わりとして育ててきた。自身の死について3年前に警察から“薬物中毒者の凶行を止めに入って刺殺された”と判断された。しかし、当時坂下組との抗争期間中だったため、波美子からは「坂下組による殺人」を疑われている。

### 菅沼組関係者
菅沼たつお
演 - 大木実
菅沼組初代組長。蘭子の実父。現組長だが長期療養中でほぼ隠居状態にあり、ほとんどの時間を本宅の自室で過ごしている。菅沼組は兵庫県で影響力を持ち約1,000人の組員を抱える。夫婦になる前の波美子と龍二を引き合わせた人物。生前の龍二、波美子、恭平の3人のことを大変気に入っており、「他の者が菅沼組の跡目を継ぐぐらいならわし一代で組を終わらせる」とまで考えている。
沖田
演 - 寺島進
菅沼組組長の世話係兼ボディガード。本宅で組長の身の回りの世話や来客の応対などをしている。仕事に真面目で寡黙な性格だが、いざという時の身のこなしは素早い。
やまぎし
演 - 山西道広
舎弟頭兼組長名代。幹部会の議事進行役。波美子と組長の見舞いに訪れ、跡目を恭平に継がせたいとの言葉を聞く。幹部会では河本を推薦するが基本的に公平な立場を取っておりその後は支持派と波美子の両方の意見を尊重した言動をしている。
役名不明
演 - 成瀬正孝
菅沼組幹部。幹部会に出席し跡目選出の話し合いをし河本支持を表明する。河本支持派の中でもリーダー格の存在で跡目にすることに反対する波美子を特に敵視し、その後恭平を跡目にすると言い出しが菅沼組組長の話を彼女が無理やり言わせたに違いないと疑い猛反対する。
役名不明
演 - 菅田俊
菅沼組幹部。背が高いグラサンの男。菅沼組二代目の候補に河本が推薦された直後に「これで菅沼組は100年安泰や」と喜ぶ。ヤクザの幹部にしては少々気が弱い所があり、幹部会で波美子に会話を突っ込まれて動揺する。
役名不明
演 - 坂田雅彦
菅沼組幹部。幹部会に出席し跡目選出の話し合いをし河本支持を表明し、他の幹部が「これからは若い者の力で組を引っ張ってもらいたい」との言葉に賛同する。ちなみに3年前の抗争以降、幹部たちが坂下組の顔色をうかがうような及び腰の体質になったため、波美子から不満を持たれている。
役名不明
演 - 清水宏
菅沼組幹部。眼帯をしている。組長名代から二代目組長に推薦された河本を支持するが、直後に波美子がただ1人異議を申し立てたため組長代行に「10対1や、もう満場一致でええやろ」などと詰め寄る。

### その他の人たち
工務店の社長
演 - 徳井優
西郷興行の仕事相手。何やら仕事で他の取引相手とトラブったらしく恭平の事務所に相談に来る。
まさこ
演 - 家田荘子（特別出演）
波美子のホステス時代の元同僚。ある日、蘭子から声をかけられて彼女の店で働き始め、開店祝いでやって来た波美子と数年ぶりに再会し懐かしく語り合う。
やまのい
演 - 中原丈雄
坂下組四代目組長で、約15,000人の組員を抱える。蘭子の高級クラブの開店祝いに訪れる。過去にホステス時代の波美子を気に入りよく口説いていた。高級クラブで波美子にしぎたを紹介し、抗争をなくすため関西の主なヤクザを一つにまとめて大きな組織を作るという構想を伝える。
しぎた
京都市にあるヤクザ組織の組長。親しくしているやまのいと蘭子のクラブの開店祝いに訪れ、関西のヤクザ組織の今後について話し合う。初めて会った波美子に対し「任侠会の菩薩」と評する。
彫り師
“ほりたつ”という刺青屋を営んでいる。酒好きで顔見知りの波美子からたまにお酒を差し入れをもらっている。仕事の指導方法が厳しいのか半年以内で弟子が何人も辞めている。過去に龍二の背中に龍の刺青を入れており、作中で恭平が同じ図柄の刺青を入れるようやって来た時のことを波美子に聞かせる。
刑事
演 - 誠直也
龍二の死亡事件を担当。龍二が亡くなった当時菅沼組と坂下組の抗争状態だったことから、現場に駆けつけた波美子に「暴れる薬物中毒者を止めようとして刺されただけ。組の抗争とは関係ない」と死亡状況を説明する。その後恭平が街で襲撃事件に遭った時に詳しい状況を聞くために西郷組組事務所に訪れる。
殺し屋
演 - 久保田磨希
中国人らしき男女3人組の殺し屋の1人。仲間の男2人とうらぶれた安アパートで同居生活を送っている。ある日河本から恭平を殺すよう依頼を受ける。襲撃時はベビーカーを押す主婦のフリをして、隠し持っていた拳銃で仲間と共に恭平とかおりに襲いかかる。
その他：町田政則、城春樹、塚本耕司、並樹史朗

## スタッフ
- 監督 - 橋本一
- 製作 - 黒澤満
- 企画 - 松田仁
- 原作 - 家田荘子（文藝春秋刊）
- 脚本 - 高田宏治
- プロデューサー - 山本勉　榊田茂樹
- 撮影 - 仙元誠三（J.S.C.）、栢野直樹（J.S.C.）
- 照明 - 椎野茂
- 美術 - 山崎秀満
- 録音 - 鴇田満男
- 編集 - 川島章正
- 装飾 - 柳沢武
- スクリプター - 桑原みどり
- キャスティング - 河合啓一
- 助監督 - 隅田靖
- 宣伝プロデューサー - 又木たみえ
- 製作担当 - 曽根晋
- 音楽プロデューサー - 石川光
- 音楽 - 吉川清之
- 大道具 - 土支田智雄、大西憲一
- 背景 - 越智雅之
- 衣裳 - 松下背景美術
- メイク - 宮内三千代
- 着付け - 大嶋敦子
- スタイリスト - 今村文子（高島礼子担当）、亘つぐみ（杉本彩担当）、黒田匡彦（保坂尚輝担当）
- メイク - 直江広武（高島礼子担当）、重久聖子（杉本彩担当）
- 擬闘 - 二家本辰巳
- ガンエフェクト -　納富貴久男
- 装演 - 羽鳥博幸
- ダンス指導 - 二ツ森亨、二ツ森由美
- 医療指導 - 石田喜代美
- 方言指導 - 中村哲也
- 刺青 - 田中光司
- 韓国語指導 - 朴智換
- 広東語指導 - 周広傑
- Bカメラ撮影 - 富田伸二
- ネガ編集 - 橋場恵
- サウンドエフェクト - 柴崎憲治
- スチール - 安保隆
- 製作進行：金秀記、庄司樹
- 製作主任：荒木正人、蓮見昌寿
- 製作協力 - セントラル・アーツ
- 製作 - 東映ビデオ株式会社